# Lawson Tama Stadium
 (mars 2025).
Le Lawson Tama Stadium est un stade multi-fonctions situé à Honiara, aux Îles Salomon. Sa capacité est d'environ 25 000 places. Il est surtout utilisé pour le football. Il porte le nom d'Eric Lawson, personnalité fortement impliquée dans sa construction.

## Histoire
Le stade est inauguré en 1964. En 1965, des plans sont réalisés afin de construire un pavillon et d'autres installations.

## Utilisations
Le stade accueille plusieurs événements sportifs, tels que l'inauguration des Minis jeux du Pacifique Sud en 1981 ou encore la Coupe d'Océanie 2012.

## Évènements
- Coupe d'Océanie de football 2004
- Coupe d'Océanie de football 2012